# Hyposmocoma nigralbida
Hyposmocoma nigralbida là một loài bướm đêm thuộc họ Cosmopterigidae. Nó là loài đặc hữu của Kauai.